# Distopija
Distopija ideja je društva, općenito u pretpostavljenoj budućnosti, koju karakteriziraju negativni, antiutopijski elementi, koji variraju od ekoloških do političkih i društvenih pitanja. Distopijska društva, koja najčešće pretpostavljaju pisci fikcije, kulminirala su u velikom nizu podžanrova, te se pojam često koristi da aktualizira pitanja koja se tiču društva, okoliša, politike, religije, sociologije, duhovnosti ili tehnologije koja se može pojaviti u budućnosti. Iz tog je razloga pojam preuzeo oblik mnoštva pretpostavki kao što su onečišćenje, siromaštvo, kolaps društva ili politička represija i totalitarizam. Slavni prikazi distopijskih društava uključuju romane 1984., o totalitarnoj super državi, Vrli novi svijet, o eugenički oblikovanom ljudskom društvu, i Fahrenheit 451, u kojem država spaljuje knjige iz straha od pojave neovisnog mišljenja. Željeznu petu, roman Jacka Londona je Erich Fromm opisao kao "najraniju modernu distopiju".

## Teorija
Neki znanstvenici, kao što su Gregory Claeys i Lyman Tower Sargent, prave određene razlike između tipičnih sinonima distopija. Na primjer, Claeys i Sargent definiraju književne distopije kao društva zamišljena kao bitno gora od društva u kojem autor piše. Neke od njih su antiutopije, koje kritiziraju pokušaje provedbe različitih koncepata utopije. U najopsežnijoj obradi književnih i stvarnih izraza koncepta, Dystopia: A Natural History, Claeys nudi povijesni pristup ovim definicijama. Ovdje se tradicija prati od ranih reakcija na Francusku revoluciju. Naglašen je njegov uobičajeno antikolektivistički karakter, a prate se i dodaci drugih tema – opasnosti od znanosti i tehnologije, društvene nejednakosti, korporativne diktature, nuklearnog rata. Ovdje se preferira i psihološki pristup, pri čemu se načelo straha poistovjećuje s despotskim oblicima vladavine, prenesenim iz povijesti političke misli, a grupna psihologija uvedena je kao sredstvo razumijevanja odnosa između utopije i distopije. Andrew Norton-Schwartzbard primijetio je da "napisan mnogo stoljeća prije nego što je postojao koncept "distopije", Danteov Pakao zapravo uključuje većinu tipičnih karakteristika povezanih s ovim žanrom – čak i ako je smješten u religijski okvir, a ne u budućnost ovozemaljskog svijeta, kao što su moderne distopije obično." U istom duhu, Vicente Angeloti je primijetio da bi "amblematska fraza Georgea Orwella, čizma koja gazi po ljudskom licu – zauvijek, prikladno opisala situaciju stanovnika u Danteovom paklu. Nasuprot tome, Danteov poznati natpis Ostavite svaku nadu, vi koji ovdje ulazite bilo bi jednako prikladno da se postavi na ulazu u Orwellovo "Ministarstvo ljubavi" i njegovu ozloglašenu "Sobu 101".

## Distopijska književnost  (izbor)
- Paklena naranča, Anthony Burgess
- 1984.,  George Orwell
- Atlas je slegnuo ramenima, Ayn Rand
- Vrli novi svijet,  Aldous Huxley
- Fahrenheit 451, Ray Bradbury
- Kallocain, Karin Boye
- Mi,  Jevgenij Zamjatin
- Zavolio sam divlju ženu,  Pierre Boulle
- Oryx i Crake,  Margaret Atwood
- Nikada me ne ostavljaj,  Kazuo Ishiguro
- Igre gladi, Suzanne Collins
- Divergentni, Veronica Roth
- Sluškinjina priča, Margaret Atwood
- Gospodar svijeta, Robert Hugh Benson

## Distopijski filmovi (izbor)
- Æon Flux
- Alphaville
- Blade Runner
- Akira
- Brazil
- Children of Men
- Delikatessen
- Gattaca
- Otok
- Pobješnjeli Max
- The Matrix
- Metropolis
- Vatrene ulice
- THX 1138
- O za osvetu
- Terminator
- X-men
- Wall-E
- Igre gladi